# Hij die tweemaal geboren werd
Hij die tweemaal geboren werd is een Zwitserse stripreeks die begonnen is in augustus 1983 met Derib (Claude de Ribaupierre) als schrijver en tekenaar.

## Albums
Alle albums zijn geschreven en getekend door Derib (Claude de Ribaupierre) en uitgegeven door Le Lombard en Carlsen Verlag.
| Nummer | Titel         |
| ------ | ------------- |
| 1      | Regenstorm    |
| 2      | De zonnedans  |
| 3      | De levensboom |